# یوجی ایواساکی
یوجی ایواساکی (ژاپنی: 岩崎 勇二؛ زادهٔ ۱۸ ژوئن ۱۹۷۲) یک بازیکن فوتبال اهل ژاپن است.
از باشگاه‌هایی که در آن بازی کرده‌است می‌توان به باشگاه فوتبال جف یونایتد چیبا اشاره کرد.